# Mikołaj Osada
Pour les articles homonymes, voir Osada.
 (septembre 2016).
Si vous disposez d'ouvrages ou d'articles de référence ou si vous connaissez des sites web de qualité traitant du thème abordé ici, merci de compléter l'article en donnant les références utiles à sa vérifiabilité et en les liant à la section « Notes et références ».
Mikołaj Osada, né le 15 décembre 1883 à Przemysl et mort le 21 mai 1949, est procureur de la Cour d'appel de Poznań, député à la Diète de Pologne entre 1928 et 1933 pour le compte du Klub Narodowy (Club national). 

## Biographie
Diplômé du département juridique de l'université de Lviv, il est membre du Conseil régional de Poznan et membre du conseil de l'Association de propriétaires à Poznań. 
Il a publié des articles dans la revue Ville polonaise. En 1928 il écrit un livre intitulé Budownictwo komunalne Wiednia sur la politique de logements communaux de la ville de Vienne. Pendant la guerre, il est interné dans les camps par les nazis pour avoir refusé de collaborer avec l'occupant.